# Guzmania virescens
Guzmania virescens är en gräsväxtart som först beskrevs av William Jackson Hooker, och fick sitt nu gällande namn av Carl Christian Mez. Guzmania virescens ingår i släktet Guzmania och familjen Bromeliaceae. Inga underarter finns listade i Catalogue of Life.